# USS Seawolf (SSN-21)
Pour les autres navires du même nom, voir USS Seawolf.
L’USS Seawolf (SSN-21) est un sous-marin nucléaire d'attaque américain tête de sa classe et le quatrième sous-marin nommé Seawolf en référence au poisson-loup.
Commandé le 9 janvier 1989, le bâtiment fut construit au chantier naval Electric Boat de Groton, dans une filiale de General Dynamics entre le 25 octobre 1989, date de la pose de sa quille, et son lancement le 24 juin 1995. Il est placé dans le service actif le 19 juillet 1997 sous le commandement du commander David M. McCall.

## Carrière
Entre le 25 et le 27 mars 2006, le Seawolf participa à une série d’exercices de lutte sous-marine à proximité d’Hawaï. Le navire fut engagé avec le Carrier Strike Group Nine ainsi que les sous-marins de classe Los Angeles Cheyenne, Greeneville, Tucson et Pasadena. Des appareils venus de la base de Kaneohe Bay, des P-3 Orion de différentes escadrilles stationnées à Hawaï participèrent également aux exercices.
Le 22 juillet 2007, le Seawolf changea de port d’attache pour passer de la base navale de New London à Groton, dans le Connecticut, à la base de Kitsap située sur la péninsule de Kitsap, dans l’état de Washington.

## Récompenses
- Battle Efficiency "E" Ribbon (2001, 2004 et 2007)
- Global War on Terrorism Expeditionary Medal (2002)
- Meritorious Unit Commendation (2007)
- Navy Unit Commendation (2009)
- Secretary of the Navy Letter of Commendation (1995–1997)
- Tactical White "T" (2007)
- Marjorie Sterrett Battleship Fund Award (2007)